# Siegfried Kabus
Siegfried Kabus (* 22. August 1923 in Pforzheim) verübte im Jahr 1946 mit einer Gruppe Gleichgesinnter Anschläge auf amerikanische Besatzungskräfte und auf die mit der Entnazifizierung betrauten Spruchkammern in Stuttgart, Backnang und Esslingen am Neckar. In den Jahren zuvor hatte das ehemalige Mitglied der Waffen-SS sich eine falsche Identität als angeblicher SS-Führer geschaffen. Er wurde im sogenannten Spruchkammer bombing trial zunächst zum Tode verurteilt. Das Urteil wurde später in lebenslange Haft umgewandelt.

## Leben
Siegfried Kabus wurde 1923 in Pforzheim geboren. Ab seinem 14. Lebensjahr (1937) wohnte er in Vaihingen bei Stuttgart. Er brach die Oberrealschule ab, ebenfalls eine Lehre zum technischen Zeichner.
1941 meldete sich Kabus freiwillig zur Waffen-SS. Wegen einer Granatsplitterverletzung musste er unfreiwillig von der Front zurückkehren und die erhoffte Karriere als Soldat aufgeben. Er übernahm die Leitung eines HJ-Wohnheims in Böhmen. Unzufrieden mit seiner Situation, begann er ein Doppelleben als angeblicher SS-Führer. Dafür führte er ein zweites Sold- und Tagebuch, worin er seine angeblichen Taten gegen die Alliierten festhielt. Nach Kriegsende kam Kabus nicht mit der Rückkehr in das bürgerliche Dasein zurecht und setzte sein Leben als Hochstapler fort.

### Anschläge im Jahr 1946

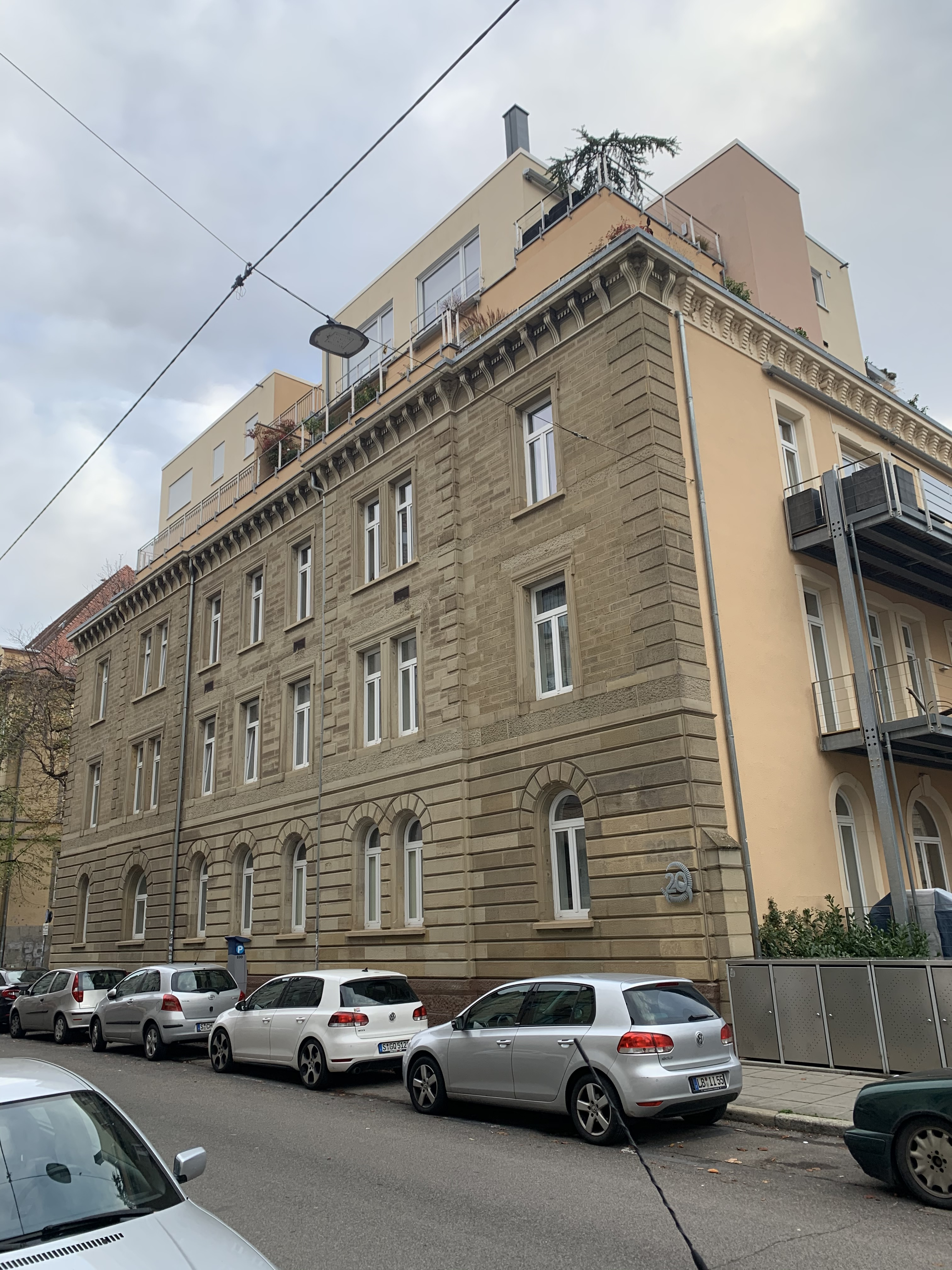
Weimarstraße 20 (ehemaliger Sitz der amerikanischen Militärpolizei)

Ab August 1946 versammelte Kabus junge Leute um sich, die dem nationalsozialistischen Gedankengut anhingen, darunter frühere Schüler der NAPOLA Backnang.
Im September 1946 beging die Gruppe einen Anschlag auf das Fahrzeug eines amerikanischen Offiziers. Unter dem Eindruck der Nürnberger Kriegsverbrecherprozesse begannen die Mitglieder, im Stuttgarter Stadtgebiet Plakate gegen die Prozesse zu verbreiten. Der damalige (1946–1948) baden-württembergischen Minister für politische Befreiung Gottlob Kamm (SPD) sollte entführt und von einem Femegericht zum Tode verurteilt werden.
Am 19. Oktober 1946 um 20:30 Uhr ließ die Gruppierung vor der Geschäftsstelle der Spruchkammer in der Stuttgarter Stafflenbergstraße eine Bombe detonieren. Zehn Minuten später detonierte ein weiterer Sprengsatz vor dem Sitz der amerikanischen Militärpolizei (Weimarstraße 20, Stuttgart) und der Spruchkammer in Backnang. Die Sprengsätze waren aus Artillerie-Geschossen konstruiert, an denen ein Zeitzünder angebracht war. Bei den Anschlägen wurde niemand verletzt, auch die Akten der Spruchkammern blieben unversehrt.
Gemeinsam mit der deutschen Kriminalpolizei führte die amerikanische Militärpolizei groß angelegte Razzien durch, bei denen mehrere Personen verhaftet wurden. Für die Ergreifung der Täter schrieb der Stuttgarter Oberbürgermeister Arnulf Klett eine Belohnung von 25.000 Reichsmark aus. Obwohl die Gerichtsgebäude danach von Wachtposten gesichert wurden, kam es am 27. Oktober um 20:28 Uhr zu einem erneuten Anschlag. Er richtete sich gegen die Spruchkammer in Esslingen am Neckar. Wieder verursachten die Sprengsätze keine nennenswerten Schäden.

### Verhaftung, Prozess und Verurteilung
Hinweise aus der Bevölkerung lenkten den Verdacht auf den angeblichen SS-Major Siegfried Kabus. Kabus wurde am 19. November in Stuttgart festgenommen und legte ein umfassendes Geständnis ab. Noch in derselben Nacht fasste man in den Stadtteilen Möhringen und Vaihingen zehn Komplizen im Alter von 17 bis 23 Jahren. Sie stammten aus Stuttgart oder der näheren Umgebung und waren ehemalige Mitglieder der Hitlerjugend bzw. Waffen-SS.
Am 3. Januar 1947 begann in Stuttgart der Prozess gegen die Attentäter in der Weimarstraße 20. Neben Kabus waren zwei 17-Jährige, drei 18-Jährige, drei 19-Jährige und ein 57-Jähriger angeklagt. Alle Angeklagten bekannten sich als nicht schuldig. Die Mitangeklagten erfuhren erst im Laufe des Prozesses von Kabus’ Hochstapelei. Neben dieser Erkenntnis entdeckte man auch Pläne für eine neue NS-Regierung mit Kabus als führender Person. Kabus behauptete, Hitler sei noch am Leben und verweile in einem kritischen Zustand in Spanien. Dies habe ihn dazu gebracht, seinen Platz einzunehmen. Er betonte allerdings, Hitler stehe über ihm. Er zeigte während der Vernehmungen und des Prozesses eindeutig psychopathische Züge.
Siegfried Kabus wurde zum Tod durch den Strang verurteilt, sein Antrag auf geistige Behinderung wurde vom Gericht abgelehnt. Die Vollstreckung der Todesstrafe wurde allerdings immer wieder verschoben, auch mangels geeigneter Hinrichtungsmittel. Fünf der Mittäter erhielten ein Strafmaß von 30 Jahren Zuchthaus; drei weitere Beschuldigte mussten eine 10- bzw. 15-jährige Haftstrafe in den Landesstrafanstalten Ludwigsburg und Schwäbisch Hall antreten. Zwei nur peripher Beteiligte wurden auf Bewährung freigelassen.
Während sich ein südbadischer Scharfrichter schon anschickte, mit einer zerlegbaren Guillotine nach Ludwigsburg zu reisen, kamen den Stuttgarter Juristen Zweifel, ob das Todesurteil nach deutschen Gesetzen überhaupt rechtens sei, hatte doch Kabus nur Sachschaden verursacht. Die Zeit verstrich zu seinen Gunsten. Auf Befehl von General Clay wurde die Strafe von Kabus im April 1948 schließlich in lebenslange Haft umgewandelt. Am 1. August 1953 wurde er nach etwa sieben Jahren auf Bewährung entlassen. Die letzten seiner Mittäter waren schon zwei Jahre zuvor auf freien Fuß gesetzt worden.
Der Fall Kabus war im Nachkriegsdeutschland nicht singulär. Auch in anderen Städten kam es zu ähnlich motivierten Bombenanschlägen. Die im Hauptstaatsarchiv Stuttgart überlieferten Akten (Q 1/40 Bü 194 oder Q 1/16 Bü 11) dokumentieren jedoch eindrücklich die personelle Zusammensetzung, den ideologischen Hintergrund und die Aktivitäten einer solchen Gruppe, die den Aufbruch in ein demokratisches Zeitalter mit Gewalt zu verhindern suchte.